# Glucano 1,4-alfa-maltoidrolasi
La glucano 1,4-α-maltoidrolasi (o amilasi maltogenica) è un enzima appartenente alla classe delle idrolasi che catalizza l'idrolisi dei legami (1→4)-α-D-glucosidici nei polisaccaridi, in modo da rimuovere i residui di α-maltosio dalle estremità non riducenti delle catene. Tra le varie catene che possono essere substrato dell'enzima, figurano l'amido, il pullulano e le ciclomaltodestrine. La produzione di monomeri di α-maltosio differenzia questo enzima dalla β-amilasi, che produce monomeri di β-maltosio.
In aggiunta all'attività idrolitica questo enzima mostra un alto grado di attività di transglicosilazione. In presenza di varie molecole di zuccheri (accettori) come D-glucosio, maltosio o cellobiosio, l'amilasi maltogenica catalizza il trasferimento di mono o di disaccaridi a molecole accettrici mediante la formazione di legami glucosidici α-(1,3), α-(1,4) e α-(1,6).
L'amilasi maltogenica viene attualmente utilizzata industrialmente per la produzione di oligosaccaridi ramificati (branched oligosaccharides BOS) a partire da una sospensione di amido. Recentemente l'amilasi maltogenica è stata usata con successo nell'industria della panificazione per rallentare la retrogradazione dell'amido, che è uno dei principali processi del fenomeno di raffermamento del pane.